# Josh Cullen
Joshua Jon Cullen, född 7 april 1996 i Westcliff-on-Sea i England, är en irländsk fotbollsspelare som spelar för Burnley.

## Klubbkarriär
Den 5 oktober 2020 värvades Collins av belgiska Anderlecht, där han skrev på ett treårskontrakt. Den 12 juli 2022 värvades Collins av Burnley, där han skrev på ett treårskontrakt.

## Landslagskarriär
I mars 2019 blev Cullen för första gången uttagen i Irlands landslag. Han gjorde sin debut för Irland den 10 september 2019 i en 3–1-vinst över Bulgarien.